# Branduitkijktoren van Kostroma

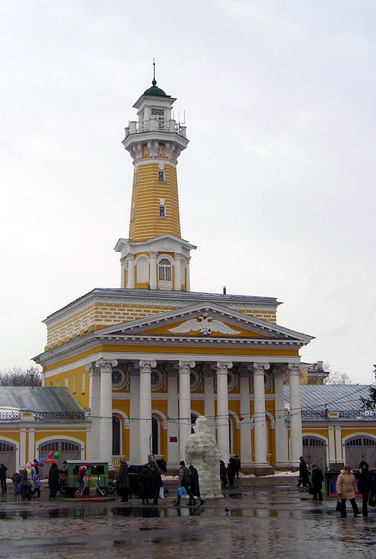
Branduitkijktoren van Kostroma

Branduitkijktoren van Kostroma (Russisch: Пожарная каланча в Костроме) is een van de bezienswaardigheden van de stad Kostroma in Rusland. De toren is een belangrijk voorbeeld van het Russisch classicisme.

## Geschiedenis
De uitkijktoren werd gebouwd door architect P. I. Foersov in opdracht van de gouverneur K. I. Baumgarten. De bouwwerkzaamheden werden in 1824 en 1825 uitgevoerd, de afwerkings- en decoratiewerken duurden nog tot 1827.
In de tweede helft van de 19e eeuw werd de toren meermaals verbouwd. In de jaren 1870 werden de brandweerkazernes eraan bijgebouwd.
De toren werd nog tot 2005 door het lokale brandweerkorps gebruikt. Daarna werd de toren overgedragen aan het stadsmuseum.

## Beschrijving
De toren bestaat uit een kubusvormig gebouw met klassieke zuilenfaçade vooraan. Boven dit gebouw staat de eigenlijke toren. Links en rechts zijn de brandweerkazernes bijgebouwd.

## Bron
- Beschrijving op de stadssite